# Desertopsylla rothschildi
Desertopsylla rothschildi är en loppart som först beskrevs av Anatol I. Argyropulo 1946.  Desertopsylla rothschildi ingår i släktet Desertopsylla och familjen smågnagarloppor. Inga underarter finns listade i Catalogue of Life.